# Lista över Sveriges herrlandskamper i volleyboll 2024
Sveriges herrlandslag i volleyboll deltog under 2024 i en träningslandskamp, Nordic Cup och kvalspelet till europamästerskapet i volleyboll för herrar 2026. Det var landslagets första matcher sedan maj 2021. De förlorade träningslandskampen och vann Nordic Cup, medan de i kvalet spelade två av totalt fyra matcher där de förlorade den första och vann den andra.

## Trupp

### Kallade till uttagningsläger[2]
Följande spelare kallades till uttagningsläger i början av maj (namn, spelposition, nuvarande klubb, moderklubb):

- Joel Andersson, libero, Kyyjärven KyKy, Norsjö VK
- Erik Ask, spiker, RIG Falköping/Västerås VBK, Västerås VBK
- Kasper Benjaminsson, spiker, Hylte/Halmstad VBK, IK Ymer
- Alfred Brink, passare, Numidia TopVolleybal Limburg, Engelholms VS
- Jacob Ekman, enter, VaLePa, Värnamo VBA
- Hampus Ekstrand, spiker, Prisma Taranto Volley, Falköpings VK
- Daniel Gruvaeus, spiker, WWK Volleys Herrsching, Falkenbergs VBK
- Johan Gruvaeus, spiker, Vitória SC, Falkenbergs VBK
- Lucas Gustavsson, center, Stichting Orion, Engelholms VS
- Nezar Harouk, center, Karelian Hurmos, Kalmar VBK
- Patrik Johansson, center, Lunds VK, Vindrarps VK
- Joar Jämtsved Millberg, center, Prima Donna Kaas Huizen, Sollentuna VK
- Viktor Lindberg, spiker, Floby VK, Vingåkers VK
- Jacob Link, spiker, Al-Najma SC, Lunds VK
- Max Petersson, spiker, Hylte/Halmstad VBK, Engelholms VS
- David Pettersson, center, Hylte/Halmstad VBK, Vingåkers VK
- Anton Ribom, Hylte/Halmstad VBK, center, Hylte/Halmstad VBK
- Emil Serreau, passare, Saint-Quentin Volley
- Edvin Svärd, libero, Draisma Dynamo, Falkenbergs VBK
- Oskar von Sydow, passare, UVC Ried, Sollentuna VK

### Träningsmatchen[3]
- Joel Andersson, libero, Kyyjärven KyKy, Norsjö VK
- Erik Ask, spiker, RIG Falköping/Västerås VBK, Västerås VBK
- Kasper Benjaminsson, spiker, Hylte/Halmstad VBK, IK Ymer
- Alfred Brink, passare, Numidia TopVolleybal Limburg, Engelholms VS
- Jacob Ekman, center, VaLePa, Värnamo VBA
- Hampus Ekstrand, spiker, Prisma Taranto Volley, Falköpings VK
- Axel Enlund, spiker, RIG Falköping/Stöcke IF, Stöcke IF
- Måns Eriksson, center, RIG Falköping/Örkelljunga VK, Örkelljunga VK
- Daniel Gruvaeus, spiker, WWK Volleys Herrsching, Falkenbergs VBK
- Patrik Johansson, center, Lunds VK, Vindrarps VK
- Viktor Lindberg, spiker, Floby VK, Vingåkers VK
- Jacob Link, spiker, Al-Najma SC, Lunds VK
- Max Petersson, spiker, Hylte/Halmstad VBK, Engelholms VS
- David Pettersson, Hylte/Halmstad VBK, Vingåkers VK
- Edvin Svärd, libero, Draisma Dynamo, Falkenbergs VBK
- Oskar von Sydow, passare, UVC Ried, Sollentuna VK

### Nordic Cup[4]
- Joel Andersson, libero, Kyyjärven KyKy, Norsjö VK
- Erik Ask, spiker, RIG Falköping/Västerås VBK, Västerås VBK
- Alfred Brink, passare, Numidia TopVolleybal Limburg, Engelholms VS
- Jacob Ekman, center, VaLePa, Värnamo VBA
- Hampus Ekstrand, spiker, Prisma Taranto Volley, Falköpings VK
- Axel Enlund, spiker, RIG Falköping/Stöcke IF, Stöcke IF
- Måns Eriksson, center, RIG Falköping/Örkelljunga VK, Örkelljunga VK
- Daniel Gruvaeus, spiker, WWK Volleys Herrsching, Falkenbergs VBK
- Patrik Johansson, center, Lunds VK, Vindrarps VK
- Viktor Lindberg, spiker, Floby VK, Vingåkers VK
- Jacob Link, spiker, Al-Najma SC, Lunds VK
- Max Petersson, spiker, Hylte/Halmstad VBK, Engelholms VS
- David Pettersson, Hylte/Halmstad VBK, Vingåkers VK
- Edvin Svärd, libero, Draisma Dynamo, Falkenbergs VBK
- Oskar von Sydow, passare, UVC Ried, Sollentuna VK

Truppen var identisk med den för träningsmatchen sånär som på Kasper Benjaminsson

### Kval[5]
- Joel Andersson, libero, Kyyjärven KyKy, Norsjö VK
- Erik Ask, spiker, RIG Falköping/Västerås VBK, Västerås VBK
- Alfred Brink, passare, Numidia TopVolleybal Limburg, Engelholms VS
- Jacob Ekman, center, VaLePa, Värnamo VBA
- Hampus Ekstrand, spiker, Prisma Taranto Volley, Falköpings VK
- Axel Enlund, spiker, RIG Falköping/Stöcke IF, Stöcke IF
- Måns Eriksson, center, RIG Falköping/Örkelljunga VK, Örkelljunga VK
- Daniel Gruvaeus, spiker, WWK Volleys Herrsching, Falkenbergs VBK
- Patrik Johansson, center, Lunds VK, Vindrarps VK
- Viktor Lindberg, spiker, Floby VK, Vingåkers VK
- Jacob Link, spiker, Al-Najma SC, Lunds VK
- David Pettersson, Hylte/Halmstad VBK, Vingåkers VK
- Edvin Svärd, libero, Draisma Dynamo, Falkenbergs VBK
- Oskar von Sydow, passare, UVC Ried, Sollentuna VK

Truppen var identisk med den för Nordic Cup sånär som på Max Petersson

## Resultat[1]
| 25 juli – Träningsmatch Odenhallen, Falköping, Sverige      | Sverige | 2 - 3 | Danmark | 25-23, 20-25, 31-29, 24-26, 11-15 |
| 8 augusti – Nordic Cup - Varde Hellehallen, Varde, Danmark  | Sverige | 3 - 2 | Norge   | 16-25, 26-24, 25-23, 23-25, 15-13 |
| 9 augusti – Nordic Cup - Varde Hellehallen, Varde, Danmark  | Danmark | 1 - 3 | Sverige | 19-25, 25-27, 25-18, 17-25        |
| 10 augusti – Nordic Cup - Varde Hellehallen, Varde, Danmark | England | 0 - 3 | Sverige | 17-25, 11-25, 21-25               |
| 17 augusti – EM-kval Habo arena, Habo, Sverige              | Sverige | 2 - 3 | Schweiz | 25-15, 25-20, 21-25, 19-25, 11-15 |
| 28 augusti – EM-kval                                        | Spanien | 0 - 3 | Sverige | 21-25, 20-25, 19-25               |

## Tränarstab
Förutom förbundskapten Gido Vermeulen bestod ledarstaben av Emil Norberg (team manager), Kalle Nordén (assisterande coach), David Ottosson (assisterande coach) och Jakob Langwagen (scout).